# Valencia (Lied)
Valencia ist ein Pasodoble-Schlager des spanischen Komponisten und Pianisten José Padilla Sánchez, das ursprünglich 1924 für die Zarzuela La bien amada auf ein Libretto von José Andrés de Prada (1884–1968) geschrieben worden war und sich über 22 Millionen Mal verkaufte. Das Lied, zu dem Fritz Löhner unter seinem Künstlernamen Beda den deutschen Text gedichtet hat, erschien 1926 mit der Verlags-Nummer W.B.V. 734 im Wiener Bohème-Verlag Berlin-Wien. In Frankreich vertrieb die Édition Francis Salabert den Titel.

## Geschichte
Das Lied hatte einen ähnlich durchschlagenden Erfolg wie zuvor das ebenfalls von Beda mit deutschem Text versehene Yes! We Have No Bananas. Es wurde der „Schlager der Saison“ 1926
und überall und wohl auch ad nauseam gesungen und gespielt. Die Kabarettisten Paul Morgan und Charlie Roellinghoff karikierten dieses “Valencia-Fieber” im Oktober 1926 in einem Schallplattensketch.
Und der Volkssänger Karl Valentin lässt in seiner Szene Petersturmmusik die Musikanten, deren alte Weisen die modernen Münchener nicht mehr hören mögen, widerwillig neben Was macht der Maier am Himalaya? auch Valencia spielen. Ohne Noten, weil „Zu dem Glump brauch mer kane Noten, des könna ma im Schlaf auswendig blasen“.
Die musikalische Form des Paso doble, auch „Spanischer Marsch“ oder schlicht „One-step“ auf den Etiketten, wurde durch dieses Lied europaweit bekannt und in den Folgejahren immer wieder für Schlager verwendet. Häufig wurde sie anglisiert als six-eight bezeichnet – wegen des Sechsachteltaktes, in welchem die Kompositionen geschrieben sind.
In Frankreich wurde der nächstbeliebteste Schlager in dieser Taktart, ebenfalls von José Padilla komponiert und von Mistinguett creiert, 1927 der 6/8 one-step chanté mit dem Titel Ça, c'est Paris aus der gleichnamigen Revue.
In Deutschland wurde es 1930 Werner Richard Heymanns Lied Ein Freund, ein guter Freund aus dem Tonfilm Die Drei von der Tankstelle.

## Rezeption

### Frankreich
Valencia wurde als Einlage in der Mistinguett-Revue von 1926 verwendet. Die Künstlerin trug das Lied mit dem französischen Text von Lucien Boyer und Jacques-Charles im Pariser Moulin Rouge vor und sang es, begleitet vom Jazz-Orchester Fred Mélé, auch bei Pathé auf die Grammophonplatte.
Die andere Sängerin, die das Lied in Frankreich populär machte, war die Chansonette Emma Liébel (eigtl. Aimée Médebielle; 13. September 1873 – 30. Januar 1928), die 1920 schon Padillas Lied La Violetéra mit dem Text von Eduardo Montesinos vorgestellt hatte; sie nahm Valencia 1926 bei verschiedenen Grammophonfirmen auf, u. a. bei Pathé und Odéon.
Auch der junge Maurice Chevalier machte eine Aufnahme des Titels, jedoch mit einem parodistischen Text als Balance-là.

### USA und England
In den USA machte das Orchester Paul Whiteman mit seinem Sänger Franklyn Baur das Lied bekannt, das es am 30. April 1926 bei Victor aufnahm; den englischen Text, mit dem es der Musikverlag Harms Inc., N.Y. für Amerika herausbrachte, verfasste Clifford Grey. Ebenfalls bei Victor sang das Lied im September 1926 der italienische Operntenor Tito Schipa.
Auch das jazz-beeinflusste weiße Männerquartett The Revelers, das als Vorbild für die deutschen Comedian Harmonists gilt, nahm den Titel mit Klavierbegleitung bei HMV auf.
Eine Valencia-Version auf der Wurlitzer-Orgel nahm der amerikanische Pianist und Organist Jesse Crawford bei Victor auf.
In London spielte das berühmte Hotelorchester The Savoy Orpheans Valencia für HMV ein, und Bandleader Jack Hylton erwies 1929 dem Komponisten seine Reverenz mit einem José-Padilla-Medley, das selbstverständlich auch Valencia enthielt.
Dimitri Buchowetzki drehte 1926 einen Stummfilm mit dem Titel Valencia oder The Love Song für die amerikanische MGM, in dem der song verwendet wurde.

### Deutschland
Die erste nachweisliche Aufnahme des Liedes in Deutschland machte die ungarische Geigerin Edith Lorand mit ihrem Orchester noch unter Bezug auf die spanische Operette 1924 bei Lindströms Beka-Etikett. Als eigenständiges „Spanisches Lied und One-Step“ nahm es dort 1926 der Tenor Max Kuttner mit einem Orchester unter Leitung von Carl Woitschach auf. Als Tanzstück spielten es die Orchester von Otto Dobrindt (als Saxophon-Orchester Dobbri), Dajos Béla, Gabriel Formiggini, Paul Godwin und Marek Weber auf die Grammophonplatte. Es war auch als Notenrolle für mechanische Musikinstrumente erhältlich.
Theodor W. Adorno wies darauf hin, dass Schlagertexte wie der von “Valencia” und ihr Erfolg etwas mit dem Fernweh der nach dem Ersten Weltkriege deklassierten deutschen Mittelschicht zu tun hätten.
Bertolt Brecht nahm die unterschiedlichen Adressaten von Musikgenüssen aufs Korn, als er 1926 in einem Aufsatz Padillas Valencia gegen Richard Strauss’ Tod und Verklärung anführte. Und Thomas Phleps machte auf die veränderte Zielrichtung des Bedaschen Textes im Vergleich zur französischen Originalfassung aufmerksam, die sich noch eindeutig an die Stadt Valencia richtete, während bei Beda auch eine Allegorie, eine “geglaubte Stadtgöttin” mit Namen Valencia, gemeint sein könne.

### Parodien
Wie die Verse anderer extrem populärer Schlager so regte auch der Text von Valencia den Volksmund bald zu Parodie und Sprachspiel an.
Kurt Tucholsky nennt die Zeilen „Valencia / Lass mich wippen, wippen, wippen / Auf den Klippen, Klippen, Klippen / Mit der ganzen Kompanie“.
Eine weitere schon zu „Lebzeiten“ des Schlagers entstandene Parodiezeile lautete unter Verwendung eines bekannten Markennamens „Valencia, meine Augen, deine Augen, Hühneraugen, Kukirol“. Diese Parodiezeile wird auch noch nach 1945 zitiert, z. B. von dem Journalisten Thilo Koch in seinem Theaterbericht Mehr als Unterhaltung - Shakespeare, Tolstoj, de Vega und Hasenclever auf Berliner Bühnen in der Zeit vom 4. April 1957; ebenso 1975 von Walter Kempowski in seinem Familienroman Uns geht’s ja noch gold. Zusammen mit einer anderen grobianischen Zeile „Valencia!!! deine Haxn sind gewachsen wie die Haxn einer Sau ...!“ wird sie sogar noch 2006 in einem Blog genannt.

### Fortleben
Der Schlager wird auch mehrfach in neueren Publikationen zitiert, sowohl in der erzählenden als auch in der Erinnerungsliteratur:
so bei Hasso Grabner und Heinz Mildner in ihrem 1963 in der DDR publizierten Buch “Der Weg nach Hause. Erinnerungen aus dem zweiten Weltkrieg und dem antifaschistischen Widerstandskampf” oder bei
Knut Hartmanns Erinnerungen an eine „Kindheit und Jugend im Hamburg der Goldenen 50er Jahre“, die 2002 unter dem Titel Maschine, Mühle, Malesche erschienen sind.
Ebenso in dem im selben Jahr erschienenen Roman Hitlers Nichte des Kölner Autors Heinz-Dieter Herbig und in
Gregor Eisenhauers Erzählung Die erste Versuchung von 2013, hier mit der Textzeile „Valencia, alle Tage frohe Tage ...“.

## Kehrreim
Valencia, deine Augen

glüh’n und saugen

mir die Seele aus dem Leib.

Valencia, deine Lippen

sind die Klippen

meines Lebens, holdes Weib.

Valencia, deine Hände

sprechen Bände,

deine Stimme lockt und lacht.

Du Schönste aller Rosen,

laß doch kosen

den Matrosen eine Nacht

## Notenausgaben
- Valencia. Spanisches Lied und One-Step. Kreiert von Mistinguett im Moulin Rouge. Paris. Deutscher Text von Beda. Verlag: Wien-Bln.,Wr. Boheme-Vlg. 1926. Plattennr. W.B.V. 734. 4°. 3,(1) S. (Umschlag mitpag.) Farbig illustriert.

- VALENCIA : spanisches Lied und 6/8 Foxtrot (Komponist: Padilla/Conta/Boyer/Jacques-Charles), Sprache: dt/fr. :  Noten-Roehr (Archiv-Nr.: 5943)

- VALENCIA : spanisches Lied und Onestep (Komponist: Padilla/Boyer/Beda/Jacques-Charles), Sprache: dt. : Noten-Roehr (Archiv-Nr.: 5942)

## Tondokumente

### Amerikanische/britische
- Valencia. One-step (Padilla) Paul Whiteman Orchestra, Franklyn Baur voc. Victor 20 007 (Matr. BVE-35 242), rec. 3/30/1926[33]

- Valencia (Boyer-Charles-Padilla) arr. by Rosario Bourdon. Tito Schipa. Tenor with orchestra. In Spanish. Victor 1177-A (Matr. BVE-35 864), rec. 9/9/1926[34]

- Valencia (Boyer-Charles-Padilla) The Revelers. Negergesang. Electrola/HMV  E.G. 238 / 4-4249 (Matr. 35 653)[35]

- Valencia. Onestep (Jose Padilla) The Savoy Orpheans at the Savoy Hotel London. Vocals by Cyril Ramon Newton. HMV B.2272 (4-332), aufgen. 16. Februar 1926[36]

- Valencia. Onestep (Jose Padilla) Van's Ten (d. i.  Leon van Straten Dance Orchestra) Edison-Bell 'Winner' 4390 (mx. 9922), rec. April 1926[37]

### Französische
- Valencia. Paso-Doble chanté (Paroles de Lucien Boyer et J. Charles. Musique de José Padilla), succès de Mlle. Mistinguett. Pathé n° 5242 (mx. 200 245)[38]

- Valencia (José Padilla) Paso-Doble, chanté par Emma Liebel. Disque à saphir Henry n° H.326 (mx. 326 A), enreg. Paris, Avril 1926[39]

- Valencia (José Padilla) Paso-Doble, chanté par Mme. Emma Liebel. Odeon Aiguille n° 74.173 (Matr. Ki 872)[40]

### Deutsche
- Valencia (José Padilla) Paso doble aus La bien amada. Orchester Edith Lorand. Beka B. 5160 (Matr. 32 454), aufgen. 18. Juni 1924[41]

- Valencia (José Padilla) spanisches Lied und One-step. Tenor Max Kuttner mit Orchester [= Carl Woitschach]. Beka B. 5446-II (Matr. 33 317), aufgen. 16. April 1926[42]

- Valencia (José Padilla) spanisches Lied und One-step. Saxophon-Orchester Dobbri. Beka B. 5417-I (Matr. 33 218-II), aufgen. 5. Februar 1926[43]

- Valencia (José Padilla) spanisches Lied und One-step. Paul Godwin mit seinem Künstler-Ensemble. Schallplatte “Grammophon” 20 475 / B 41 303 (Matr. 420 bf)[44]

- Valencia (José Padilla) spanisches Lied und One-step. Marek Weber mit seiner Künstlerkapelle vom Hotel “Adlon” Berlin. Schallplatte “Grammophon” 19 516 / B 60 829 (Matr. 333 bg), aufgen. Frühjahr 1926

- Valencia. Step aus der Mistinguett-Revue (José Padilla) Dajos Béla. Odeon AA 50 450 / O-6254 (Matr. xxBo 8693), aufgen. Berlin, Frühjahr 1926[45]

- Valencia. One-step (José Padilla) Kapelle Merton. Disque Parlophon n° P.2157-1 (mx. 8564)  enreg. c. 1926

- Valencia! One-step (José Padilla) Homocord Tanz Orchester. Homocord 4-8702 (Matr. M 51 980) [30cm] „elektrisch aufgenommen!“[46]

- Valencia! One-step (José Padilla) Gabriel Formiggini mit seinem Orchester. Vox 8214 (Matr. 687 BB) „Elektrische Aufnahme“[47]

### Notenrollen
- Hupfeld Animatic T (Triphonola) Nr. 323[48]

- Hupfeld Animatic S Nr.59 608[49]

- Welte Mignon reproducing piano roll No.7432. Played by Harry Perrella, 1927[50]

- Duo-Art 713.244  Valencia, Foxtrot and Song-Roll[51]

- Universal roll U4170. Played by Swensen & Katt[52]

### Orgelaufnahme
- Jesse Crawford spielt „Valencia“ auf der „Mighty WurliTzer“ : Victor 20 075 (matrix BVE-35079)[53]